# L'oro della California
L'oro della California (Westbound) è un film del 1959 diretto da Budd Boetticher.
È un western statunitense ambientato nel 1864 con Randolph Scott, Virginia Mayo e Karen Steele.

## Produzione
Il film, diretto da Budd Boetticher su una sceneggiatura di Berne Giler e Albert S. Le Vino e un soggetto dello stesso Giler, fu prodotto da Henry Blanke per la Warner Bros. e girato nei Warner Brothers Burbank Studios a Burbank e nel Warner Ranch a Calabasas, California, dall'8 ottobre all'inizio di novembre 1957. Fu l'ultimo film con l'accoppiata Boetticher-Scott.

## Distribuzione
Il film fu distribuito con il titolo Westbound negli Stati Uniti dal 25 aprile 1959 al cinema dalla Warner Bros.
Altre distribuzioni:
- in Finlandia il 9 gennaio 1959 (Kullanryöstäjät)
- in Germania Ovest il 13 febbraio 1959 (Messer an der Kehle)
- in Svezia il 2 marzo 1959 (Diligens västerut)
- in Portogallo il 18 giugno 1959 (Luta sem Tréguas)
- in Francia il 4 settembre 1959 (Le courrier de l'or)
- in Danimarca il 27 settembre 1965 (De drog vest på efter guld)
- in Austria (Messer an der Kehle)
- in Brasile (Um Homem de Coragem)
- in Spagna (Nacida en el Oeste)
- in Grecia (Grammeno me kafto molyvi)
- in Italia (L'oro della California)

## Critica
Secondo il Morandini il film soffre di un'ambientazione storica non adeguata e di una sceneggiatura zoppicante.

## Promozione
La tagline è: Hellbound for Vengeance for the Flaming Redhead Who Betrayed Him!.